# 오이시역 (효고현)
오이시역(일본어: 大石駅, おおいしえき)은 일본 효고현 고베시 나다구에 있는 한신 전기철도 본선의 역이다. 역 번호는 HS 28이다.
직통특급이 운행되기 이전에는, 산요 전기철도의 노선 연장 열차는 본 역으로 회송된다. 현행 다이아에서도 산요 차량의 고베산노미야 역 시,종착 열차는 고베산노미야 역에서 회송될
수 없기 때문에 본 역까지 회송된다.
역의 바로 밑에 강(쓰가 강)이 나오는데, 무코가와 역・고로엔 역・아시야 역과 같이 "강 위에 있는역" 중 하나이다.
1967년에 고가화하기까지는 현재 위치보다 100m정도 남쪽에 역이 존재하였고 역 터는 공원으로 되어 있다.

## 역사
- 1905년 4월 12일: 한신 본선의 개통과 동시에 영업 개시.
- 1967년 7월 2일: 고가화로 인하여 약 100m 정도 북쪽으로 이전.
- 1968년 4월 7일: 산요 전기철도, 고베 고속철도를 경유하여 본 역까지 직통 운행 개시.
- 1995년
  - 1월 17일: 한신・아와지 대지진으로 인한 한신 본선 운행 중단, 본 역도 영업 일시 중지.
  - 6월 26일: 미카게 ~ 니시나다 역 구간 운행 재개.
- 1998년 2월 15일: 산요 전기철도, 산요 특급 한신 본선의 노선 연장을 산노미야 역까지 단축하고 당역 시,종착의 산요 영업 열차는 S특급과 보통만 정차하게 됨.
- 2001년 3월 10일: 산요 전기철도 S특급과 보통의 한신 본선 노선 연장을 산노미야 역까지 단축하고 당역 시,종착의 산요 영업 열차는 중단되고 그 전까지 시간대 제한 정차인 상행 급행이 모두 정차하게 됨(하행 급행은 계속 모두 통과).
- 2006년 10월 28일: 급행이 모두 정차하게 됨.
- 2009년 3월 20일: 급행의 니시노미야 역 이동의 운행으로 모든 우등 열차 통과역이 됨.
- 2014년 4월 1일: 역 번호 도입.

## 역 구조
대피 설비를 갖는 섬식 승강장 2면 4선의 고가역이다. 우메다 방향에서 쓰가 강과 아우른다. 개찰구는 1층에 1개소 뿐이고, 승강장은 2층에 있다. 과거, 산요 특급은 당역을 시,종착했던 흔적에서 산노미야 방면 승강장에만 점등식 열차 종별 안내가 있었지만 2006년 2월경에 철거되었다.
2014년 3월, 한신 전철 최초로 승강장 지붕에 태양 전지가 설치되어 역에서 소비하는 전력의 3할을 조달할 예정이다.

### 승강장
| 승강장 | 노선   | 방향       | 행선                                         |
| ------ | ------ | ---------- | -------------------------------------------- |
| 1      | 본선   | 하행・상행 | 산요 반환점・회송 열차 대피                  |
| 2      | ■ 본선 | 상행       | 아마가사키・오사카 (우메다)・난바・나라 방면 |
| 3      | ■ 본선 | 하행       | 고베 (산노미야)・아카시・히메지 방면         |
| 4      | 본선   | 하행       | 회송 열차 대피                               |

- 승강장 유효 길이는 19m급의 한신과 산요 차량의 6량 편성에 대응하지만 21m급의 긴키 닛폰 철도 차량 6량 편성은 정차 불가능하다.
- 1번 선이 상행 대피선, 2번 선이 상행 주본선, 3번 선이 하행 주본선, 4번 선이 하행 대피선이지만 현행 다이아에서는 본 역 대피 정기 영업 열차는 새벽 고베산노미야 방향 1개를 제외하고는 설정되지 않고, 대피선은 원칙적으로 산요 차량의 반환 및 회송 열차의 대피에 사용되고 있다. 그래서 1,4번 선에 승차 위치 목표는 설치되지 않았다. 양방향과도 건늠선이 설치되어 1 ~ 4번 선과도 두 방향의 출발에 대응하고 있다. 다만, 다이아 혼란 시에는 본 역에서의 대피가 실시되는 경우가 있다.

## 역 주변
- 택시 승강장(고베 롯코 택시)
- 사와노쓰루 본사・사와노쓰루 자료관
- 니시나다 공원
- 후나데라하치만구
- 나다 세무서
- 나다 우체국
- 고베 니시고 우체국
- 고베 시립 니시고 초등학교
- 고베 시립 하라타 중학교
- 코난 PRO 신자이케점
- 다이쇼 은행 고베 지점
- 서일본여객철도(JR 서일본) 마야역 - 2016년 봄에 역으로 승격했다.

## 사진

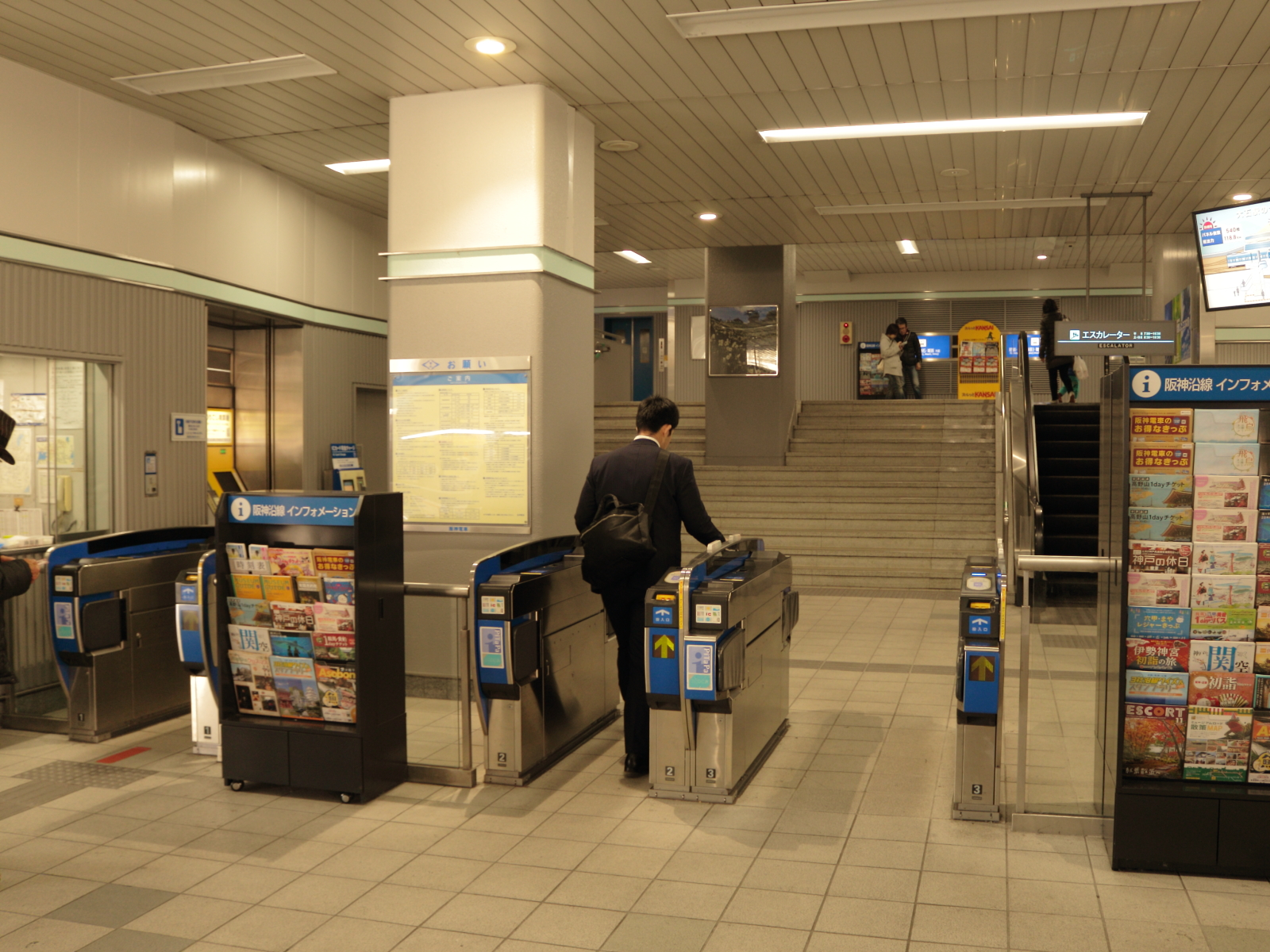
개찰구
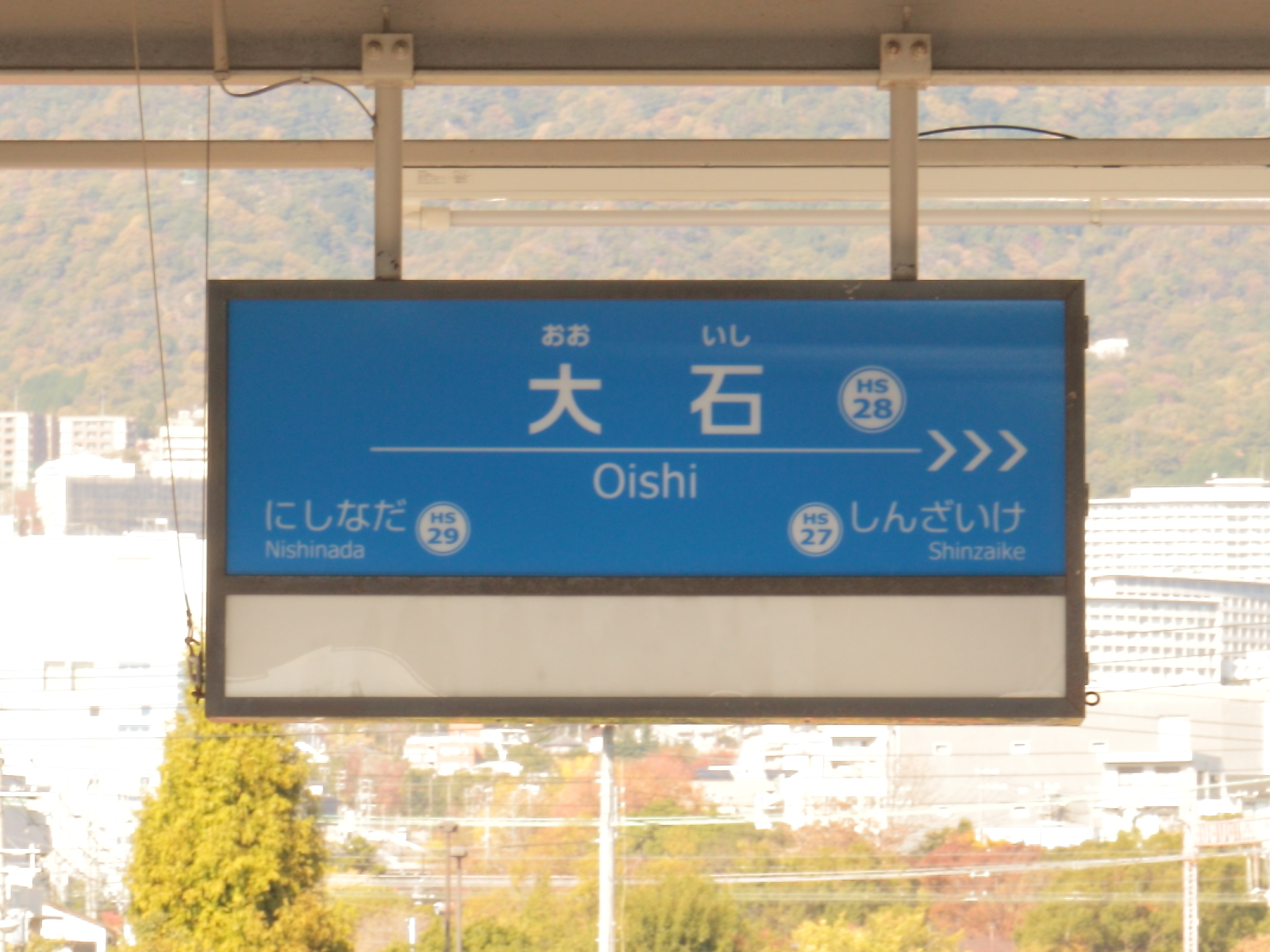
역명판

## 인접역
| 한신 전기철도 ■ 본선       | 한신 전기철도 ■ 본선 | 한신 전기철도 ■ 본선         |
| -------------------------- | -------------------- | ---------------------------- |
| HS 27 신자이케 우메다 방면 | ■ 보통               | 니시나다 HS 29 신카이치 방면 |